# Lutherkirche (Bad Cannstatt)

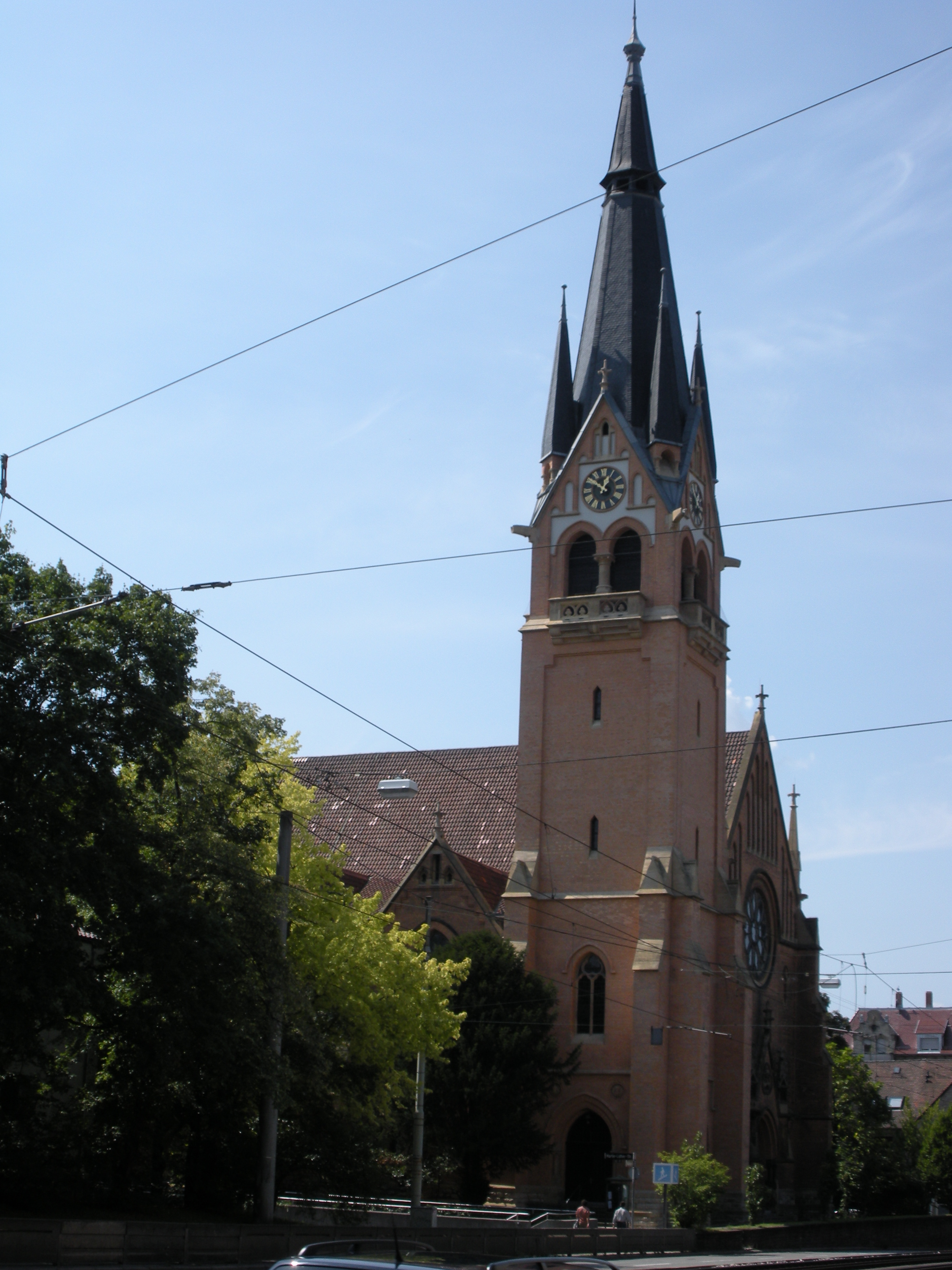
Lutherkirche in Bad Cannstatt

Die Lutherkirche ist ein geschütztes Kulturdenkmal nach dem Denkmalschutzgesetz in Bad Cannstatt, einem Stadtbezirk der Landeshauptstadt Stuttgart von Baden-Württemberg. Die Lutherkirchengemeinde gehört zum Kirchenkreis Stuttgart der Evangelischen Landeskirche in Württemberg.

## Beschreibung
Die Hallenkirche wurde 1895–1900 nach Plänen von Richard Böklen gemeinsam mit Carl Feil im neugotischen Stil erbaut, wobei die Grundsätze des Eisenacher Regulativs verwirklicht wurden. Sie besteht aus einem Langhaus mit einem Mittelschiff und einem Seitenschiff im Osten, einem eingezogenen Chor im Süden, dessen Fenster von Wolf-Dieter Kohler geschaffen wurden, und einem Kirchturm, der von Strebepfeilern gestützt wird, an der linken Seite des Fassade im Norden. Sein oberstes Geschoss beherbergt hinter den als Biforien gestalteten Klangarkaden den Glockenstuhl. In den darüber liegenden Giebeln sind die Zifferblätter der Turmuhr untergebracht. Darauf sitzt ein achtseitiger spitzer Helm, der von vier kleinen Ecktürmchen flankiert wird.
Der Innenraum des Langhauses ist mit einem Kreuzrippengewölbe überspannt. Der Außenbau des Seitenschiffes ist als Aneinanderreihung von Zwerchhäusern gestaltet. Im Seitenschiff ist eine Empore eingebaut. Die Orgel wurde 1901 von E. F. Walcker & Cie. gebaut.

## Personen
- Friedrich Pfäfflin (1873–1955), Stadtpfarrer 1910 bis 1918